# آلساندرو بلازتی
آلساندرو بلازتی (ایتالیایی: Alessandro Blasetti؛ زاده ۳ ژوئیهٔ ۱۹۰۰ – درگذشته ۱ فوریهٔ ۱۹۸۷) کارگردان، فیلم‌نامه‌نویس و تدوین‌گر اهل ایتالیا بود.

## فیلم‌شناسی
- خورشید (۱۹۲۹)
- نرون (۱۹۳۰)
- میز فقرا (۱۹۳۲)
- پالیو (۱۹۳۲)
- ۱۸۶۰ (۱۹۳۴)
- دبران (۱۹۳۵)
- کنتس پارما (۱۹۳۶)
- پشت‌صحنه (۱۹۳۹)
- تاج آهنین (۱۹۴۱)
- شام دلقک (۱۹۴۲)
- چهار قدم در ابرها (۱۹۴۳)
- مردان کوهستان (۱۹۴۳)
- فابیولا (۱۹۴۹)
- حیف که او بدذات است (۱۹۵۴)
- برشی از زندگی (۱۹۵۴)
- سه حکایت از عشق (۱۹۶۲)
- لیولا (۱۹۶۳)
- من، من، من… و دیگران (۱۹۶۶)